# Микроелектроника
Микроелектрониката е област на електрониката, която е свързана с изучаването и производството на миниатюрни електронни компоненти. Производственият процес се базира на планарната технология, свързан е с производството на интегрални схеми и протича в специално построени за целта заводи, в които се вземат специални мерки за висока степен на чистота и обезпрашеност, поради това че и най-малка прашинка може да повреди готовото изделие. Много електронни компоненти имат своите миниатюрни еквиваленти върху интегралните схеми: транзистори, кондензатори, резистори, диоди.
С подобряването на технологията размерът на микроелектронните компоненти намалява драстично. При това се увеличава значението не само на създаването на подходящи условия за производството им, но и на качеството на проектиране на схемите, тъй като се увеличават паразитни ефекти, които преди това не са играли роля, като например разсейването на енергия. Друг пример за взаимната връзка между технология и размери е напредъкът в отделните стъпки на производствения процес, свързан с необходимостта от усъвършенствуване поради намаляване на размерите. Например при създаването на изображенията се преминава от оптична към електронна фотолитография, а при структурирането на отделните слоеве в пластините се преминава от мокро към сухо ецване.
Началото на микроелектронната индустрия е поставено в САЩ през 60-те години, но тя бързо се разпространява от Тексас и Калифорния по света, като днес е мощна глобална индустрия. Големи фирми в сектора има в Япония, Тайван, Корея, Сингапур и Китай.
Микроелектронна индустрия е имало и в България. Първопроходник и водещ в разработката на технологичните процеси и самите интегрални схеми е бил Институтът по микроелектроника в София с основател и първи директор проф. Йордан Касабов, а масовото производство е било в Комбинат „Микроелектроника“, Ботевград. През 80-те години в България в сектора са работили 130 хил. души.